# Пуэйрредон (станция метро, Линия D)
«Пуэйрредон» (исп. Pueyrredón) — станция Линии D метрополитена Буэнос-Айреса.
Станция находится в районе Реколета, на пересечении улиц Авенида Санта-Фе и Авенида Пуэйрредон, последняя и дала название станции метро. Сама же улица была названа в честь Хуана Мартина де Пуэйрредона, аргентинского генерала и политического деятеля начала XIX века.
17 января 2012 года началось строительство «Санта-Фе», станции метро Линии H. По его завершении, приблизительно середина 2015 года, «Санта-Фе» будет связана переходом со станцией «Пуэйрредон».

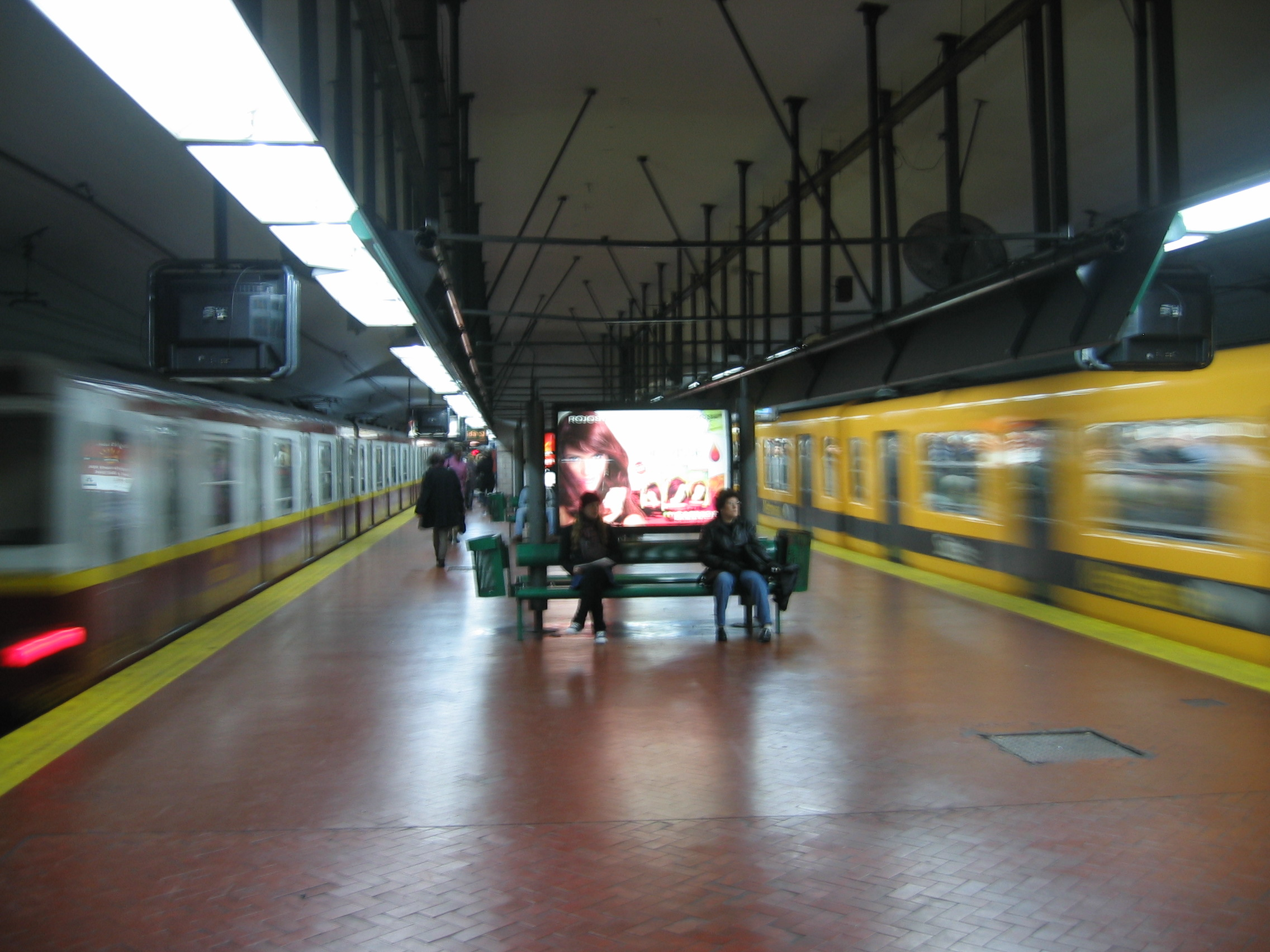
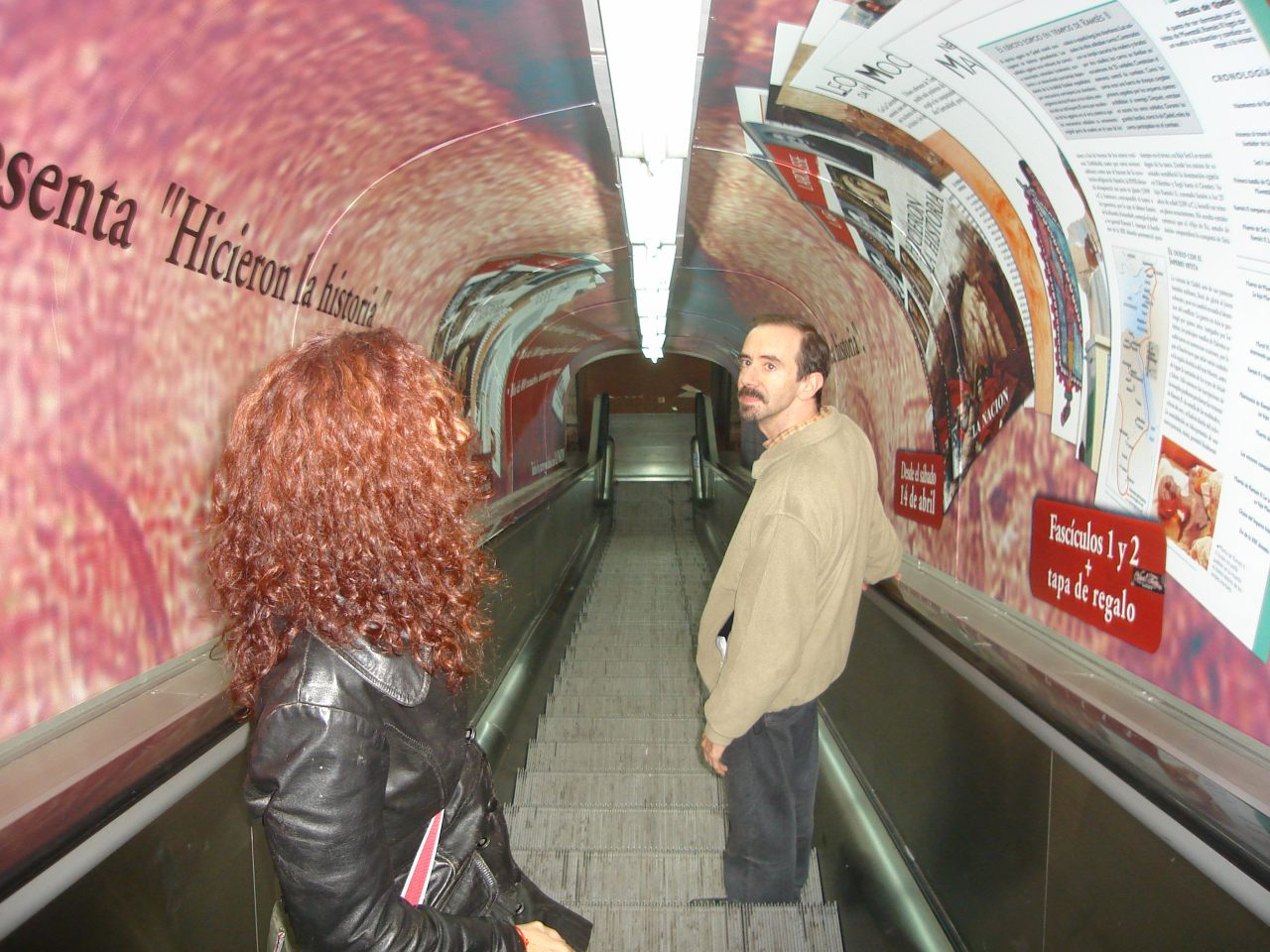
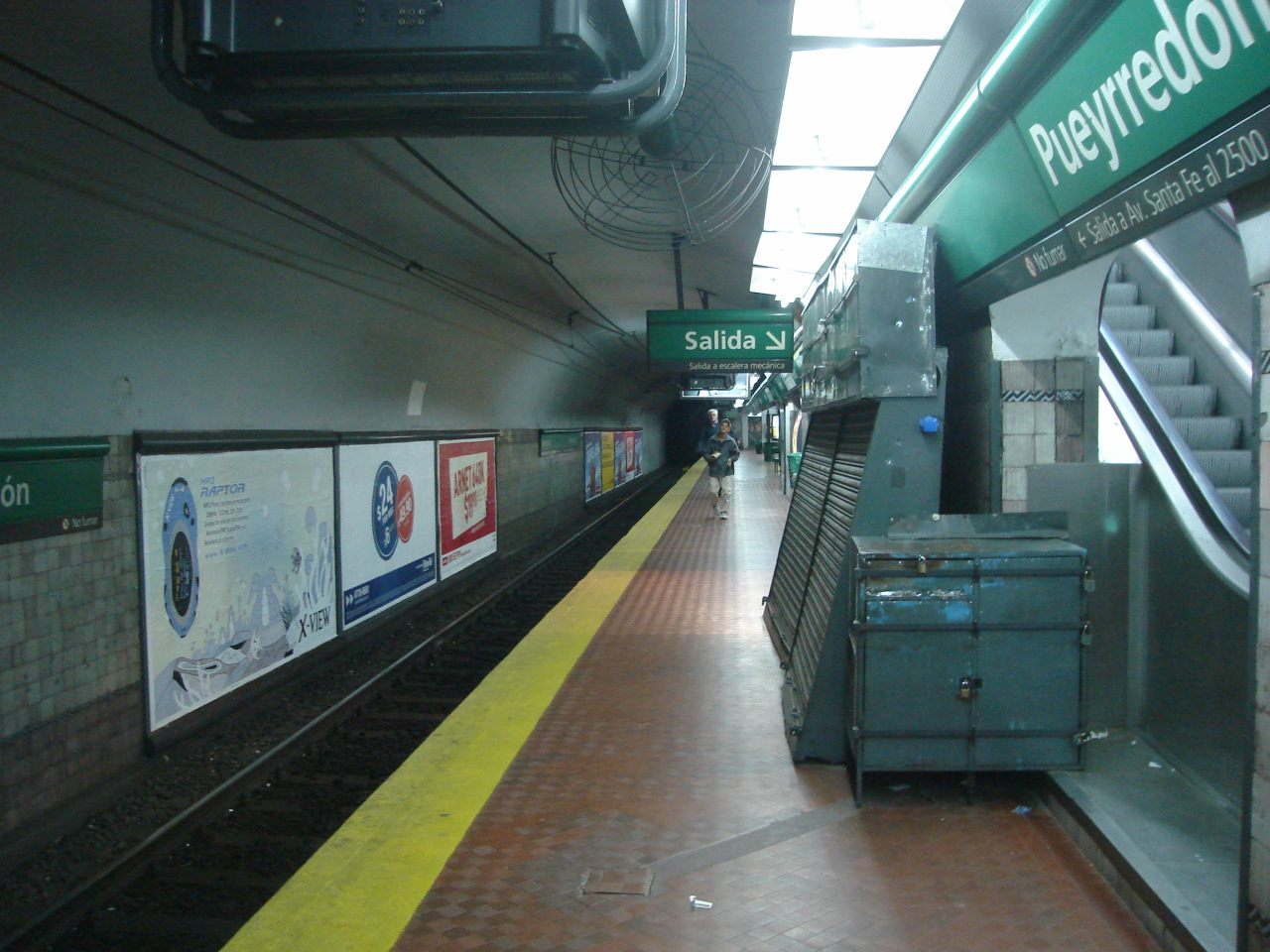